# Lantana demutata
Lantana demutata là một loài thực vật có hoa trong họ Cỏ roi ngựa. Loài này được Millsp. mô tả khoa học đầu tiên năm 1906.